# Rosa Segura Serra
Rosa Segura Serra   (Barcelona, 2 d'octubre de 1925 - Barcelona, 17 de gener de 2021) era una escriptora i administrativa barcelonina, coneguda per haver treballat com a secretària de Buïgas, Estivill y Viña, S. L. en la redacció del TBO entre 1956 i 1983, a més de redactora de continguts per a la revista i guionista. Segura contà la seua experiència en l'autobiografia Ediciones TBO, ¿dígame? Memorias secretas de una secretaria.
Segura treballà per a Ediciones TBO en dos etapes separades: la primera, del 1956 al 1960, com a secretària a l'oficina de l'empresa, fins que canvià a un treball més ben remunerat; la segona, del 1975 al 1983, després de trobar-se per casualitat un dels fundadors, com a redactora de la secció de correu i guionista ocasional de La família Ulisses, amb Josep Maria Blanco com a dibuixant.
En el llibre, autopublicat amb el 2006 sota el segell d'Ediciones Marré, Segura relata tot d'anècdotes internes de la capçalera, com l'origen del nom en relació al títol d'una sarsuela, i fa breus semblances de molts dels creadors que hi treballaren, com Benejam, Josep Coll, Albert Mestre Moragas, Opisso, Ramon Sabatés o, en la darrera etapa, Tha, T.P. Bigart, Esegé o Paco Mir —el qual prologà la segona edició, publicada el 2014 per Diminuta Editorial.
Segons que relata en l'obra, la troballa de l'origen del títol el 2012 va ser casual, ja que Segura investigava la mort d'un oncle en un naufragi del 1985 i contactà amb un expert en història naval que, com ella, era afeccionat al gènere musical de la sarsuela, el qual li envià una llista d'obres amb la mar com a tema, entre les quals hi havia una revista lírica intitulada T. B. O.. Fins llavors s'havia especulat que l'acrònim feia referència a Bartolomé Bauzá, la muller del qual era Emília Estivill, sòcia fundadora de l'entitat junt amb Joaquim Buïgas i Garriga i Emilio Viña, però el fill de Bauzá ho atribuí a l'impressor Joaquín Arques, el qual també havia sigut autor de sarsueles.